# Петралона (дем Зица)
Вижте пояснителната страница за други значения на Петралона.
Петралона (на гръцки: Πετράλωνα) е село в Гърция, дем Зица, намиращо се на 7 км от седалището на дема – Елеуса. До 1927 г. носи българското име Добро. 
В Добро се намира енорийската църква, посветена на света Петка, която в миналото е католикон на стар манастир. Селото е част от местната общност Граменохория, наречена така по село Грамено.